# رند (ماکو)
رند، روستایی از توابع بخش مرکزی شهرستان ماکو در استان آذربایجان غربی ایران است.روستای رند یکی از روستاهای هدف گردشگری منطقه آزاد ماکو می باشد. این روستا دارای جمعیتی مهمان نواز و خونگرم می باشد روستای رند در قدیم الایام بخاطر داشتن 8 آسیاب آبی مرکز آسیاب گندم در منطقه ماکو بود که از مناطق دور دست با احشام جهت آسیاب کردن گندم و انتظار چندین روز جهت رسیدن نوبت برای کار خود بودند که این امر موجب ایجاد بازارچه ای در مرکز روستا گردید که تجار بخاطر تردد افراد از نقاط مختلف ماکو هرگونه محصولاتی را در این روستا عرضه میکردند .

## جمعیت
این روستا در دهستان چایپاسارحنوبی قرار دارد و براساس سرشماری مرکز آمار ایران در سال ۱۳۹۵، جمعیت آن ۲۶۲ نفر (۷۹خانوار) بوده‌است.